# NGC 348
NGC 348 (również PGC 3632) – galaktyka spiralna (Sb), znajdująca się w gwiazdozbiorze Feniksa. Odkrył ją John Herschel 3 października 1834 roku.